# Остено (Комо)
Остено је насеље у Италији у округу Комо, региону Ломбардија.
Према процени из 2011. у насељу је живело 554 становника. Насеље се налази на надморској висини од 287 м.